# Amantia

Mapa con la ubicación aproximada de algunas de las principales ciudades del antiguo Epiro. Amantia estaba en la parte norte de Epiro.

Amantia (en griego, Ἀμάντια) fue una antigua polis griega al noroeste del Epiro, a unos 25 kilómetros aproximadamente de Búlice y 26 km de Orico. Estaba cerca de la frontera del Ilírico. A sus habitantes se les llamaba amantes (en griego antiguo: Ἀμάντιεύς, romanizado: amantieus).
Tenía un recinto amurallado de aproximadamente 2100 metros de largo. Se construyó un gran fuerte con dos puertas y dos torres defensivas en el norte. Ocupaba una importante posición defensiva por encima del valle del río Aoo al este y en la carretera a la costa y la bahía de Vlorë. También se ha encontrado en la ciudad un templo griego dedicado a Afrodita, un teatro y un estadio.
Según Pausanias, el asentamiento fue fundado por los locrios de Tronio y Abantes de Eubea. Esteban de Bizancio de manera parecida atribuye la fundación al eubeo Abantes "al regresar de la guerra de Troya". Hesiquio de Alejandría afirma que fue un asentamiento epirota. Según la leyenda de la fundación de la ciudad, fue Elpenor quien lo hizo, actuando como nostos y liderando a los colonizadores; en realidd, murió en Troya. Sus líderes políticos tuvieron títulos como prítanis (en griego: πρύτανις, el que preside) y «gramateís» (en griego: γραμματεύς, secretario).
Su nombre es mencionado por vez primera en el siglo IV a. C. Se encuentra en la ladera de una alta colina y solo su acrópolis está fortificada. Para el siglo III a. C., la ciudad se fortaleció económicamente y acuñó sus propias monedas.